# Armstrong Whitworth
Armstrong Whitworth – brytyjski koncern zajmujący się produkcją broni, statków, lokomotyw, samochodów i samolotów. Zajmowano się także hydrotechiką. W 1927 koncern stał się częścią zakładów Vickers-Armstrongs, a dział motoryzacyjny kupił  John Davenport Siddeley tworząc zakłady Armstrong Siddeley.

## Historia zakładów
W 1847 roku William George Armstrong założył w Elswick k. Newcastle upon Tyne wytwórnię armatury hydraulicznej, maszyn i części do mostów. Dla rozwijania interesów z armią założył osobną spółkę pod nazwą Elswick Ordnance Company, która zajęła się produkcją broni.
W 1882 roku połączył przedsiębiorstwo z zakładami stoczniowymi Charlesa Mitchella w spółkę Armstrong, Mitchell and Company. Wyspecjalizowano się w montażu okrętów wojennych. Interesy stoczniowe zakończono w 1918 roku. W 1897 złączono przedsiębiorstwo z zakładami budowy maszyn Josepha Whitwortha, tworząc spółkę Armstrong-Whitworth. W 1902 zaczęto produkować samochody osobowe i ciężarowe. Na przełomie 1912 i 1913 roku rozszerzono profil przedsiębiorstwa o wyroby lotnicze, a w 1920 roku stworzono dział produkcji samolotów Armstrong Whitworth Aircraft. Samochody pod marką Armstrong Whitworth produkowano od 1904 do 1919. Dział motoryzacyjny stworzono na bazie przejętego przedsiębiorstwa Wilson-Pilcher. W 1919 doszło do połączenia przedsiębiorstw Armstrong Whitworth i Siddeley Deasy i stworzono markę Armstrong Siddeley.
Po I wojnie światowej przestawiono się na produkcję lokomotyw, które montowano do II połowy lat trzydziestych. W 1927 roku dział uzbrojenia i maszyn złączono z koncernem Vickers tworząc Vickers Armstrong. Natomiast dział lotniczy i motoryzacyjny został wyłączony i sprzedany Johnowi Davenportowi Siddeley`owi, który założył spółkę Armstrong Siddeley.

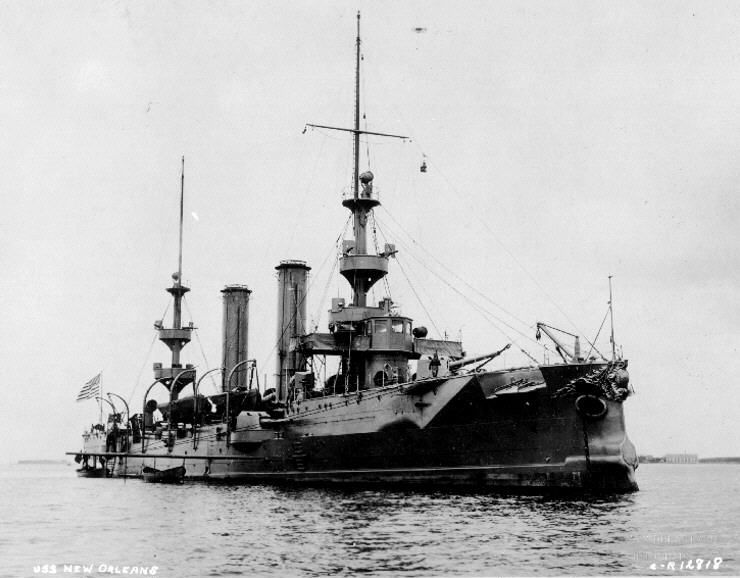
USS "New Orleans" (CL-22)
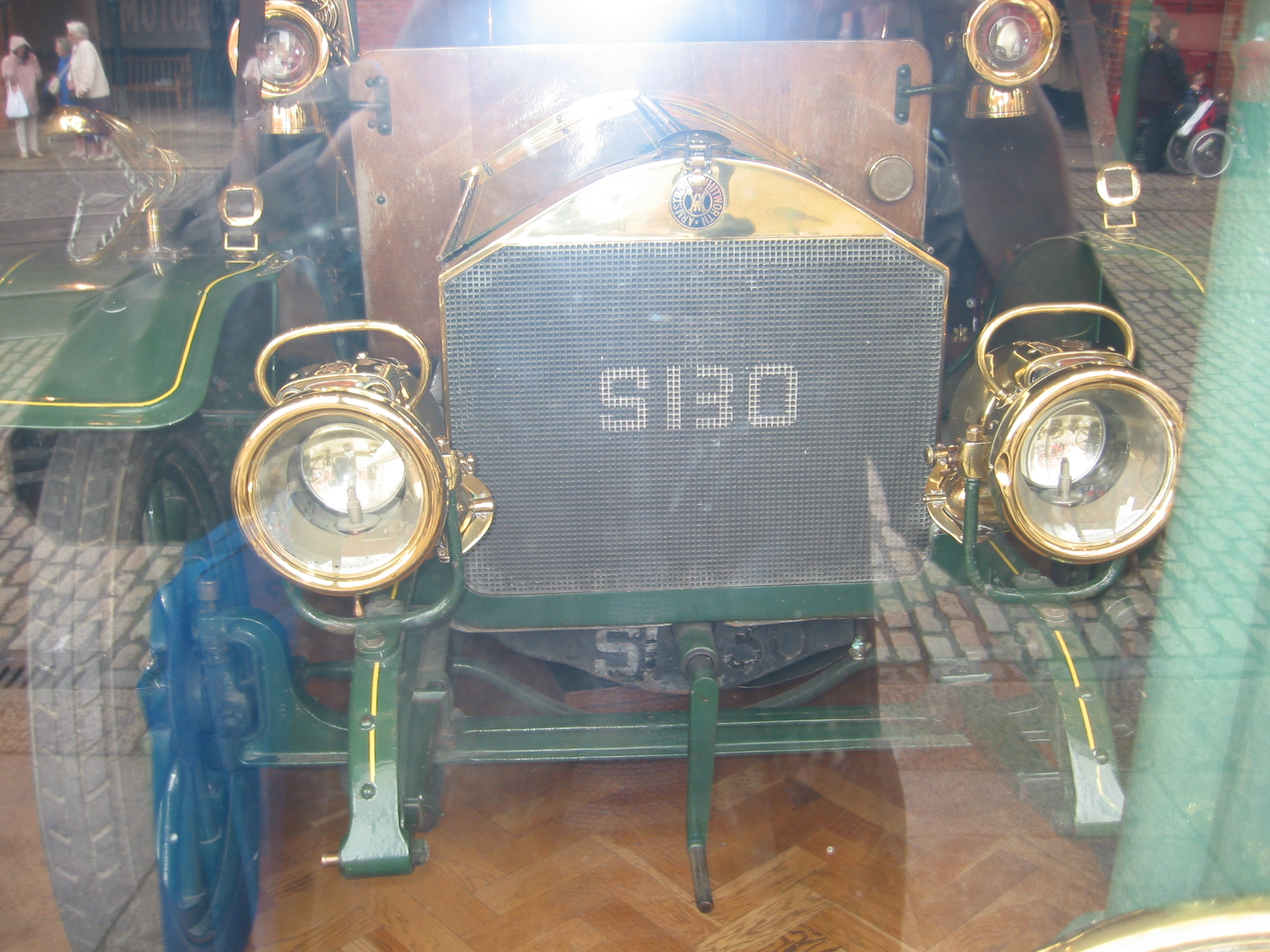
Armstrong Whitworth model 1908
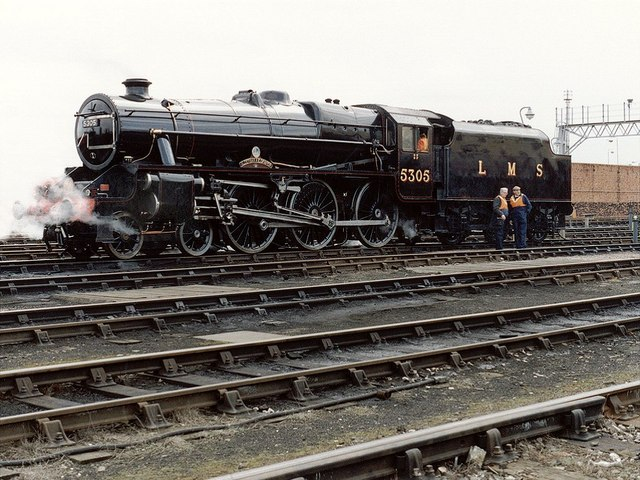
Lokomotywa LMS Stanier Class (1935 - 1937)